# Vysoká (Stará Voda)
Vysoká (németül: Maiersgrün) Stará Voda településrésze Csehországban a Karlovy Vary-i kerület Chebi járásában. Központi községétől 4,5 km-re nyugatra fekszik. A 2001-es népszámlálási adatok szerint 30 lakóháza és 17 lakosa van.